# 数馬 (檜原村)
数馬（かずま）とは、東京都西多摩郡檜原村の地名。郵便番号は190-0221（あきる野郵便局管区）。

## 地理
南秋川（秋川）沿いには、断続的に狭い斜面に小さな集落があるが、数馬はその南秋川沿いの集落でも最も上流にある集落であり、檜原村内では最も奥に位置する。村役場がある檜原村上元郷(橘橋交差点)から都道33号上野原あきる野線（檜原街道）を西へ行き、檜原村上川乗からは都道206号川野上川乗線（檜原街道）を西へ向かった位置にある。檜原村へのアクセスの起点である五日市（あきる野市）から約25km、本宿からは約18kmの辺りにある。
檜原街道は、南秋川沿いを通り、檜原村本宿で南秋川が北秋川と合流した後の秋川沿いを通っている。少し檜原街道を登ると「一級河川秋川上流端 多摩川合流点まで三三。五七km」と書いてある木製の標識が立っている。檜原街道は数馬から更に登り、標高約800mの所に、かつての奥多摩有料道路の出入り口であった料金所跡がある。1990年4月1日に無料化し、奥多摩周遊道路となった。
数馬の中でも、南秋川の下流側が数馬下（標高およそ600m-650m）、南秋川の上流側が数馬上（標高およそ650m-700m）である。

## 歴史
- 南北朝時代の始まりの延元 (1336-1340) 年間に、南朝方の中村家が戦乱から逃れてこの地に土着した。「数馬」という地名は、この地を開拓した中村数馬（小野氏経）に由来する。
- 江戸時代に甲斐から入ってきた文化のひとつに、兜造りの民家がある。兜造りは養蚕を行う為の実用から生まれた入母屋式の合掌造り。
- 高度経済成長前までは、養蚕、林業、炭焼き、材木の川流し、炭を運ぶ馬方や農業などで暮らしていた。
- 1973年4月に奥多摩有料道路（現在の奥多摩周遊道路）が開通して、観光客が数馬を通り、食事や宿泊をするようになったことから民宿や旅館が増えた。兜造りの建物は、民宿になるなどして、数軒残っている。

## 世帯数と人口
2017年（平成29年）1月1日現在の世帯数と人口は以下の通りである。
| 地域   | 世帯数 | 人口  |
| ------ | ------ | ----- |
| 数馬下 | 25世帯 | 48人  |
| 数馬上 | 26世帯 | 58人  |
| 計     | 51世帯 | 106人 |

## バス
武蔵五日市駅との間に西東京バスが運行している。終点のバス停である数馬バス停があり、数馬～武蔵五日市駅間は片道940円。片道約1時間。平日は1日に片道10本、土日祝日には1日に片道数本が運行している。土日祝日や、季節休み、ゴールデンウィーク中などには、数馬から更に先の奥多摩周遊道路途中の都民の森まで延長され、数馬 - 都民の森区間は無料で運行される。

## 観光
- 数馬温泉、蛇の湯温泉がある。都民の森や三頭山などに来たハイカーがよく利用する。
- その他、旅館や民宿などが10軒程度ある。数軒は兜造りである。
- 龍神の滝、九頭龍の滝、夢の滝、三頭大滝がある

## 生活
- 数馬から檜原街道を少し下った所に数馬ヘリポートがあり、山火事や、救急事故が起きた時や、救急患者を運ぶ際に、ヘリコプターの離着陸に使う。
- 檜原小学校数馬分校があったが、平成11年3月をもって閉校となった。今では檜原小学校本校の学区域となっている。
- 中村数馬が南朝の守護神ともいえる九頭龍大神を氏神として祀った九頭龍神社がある。毎年9月第2日曜日に太神楽 花神楽 三匹獅子舞が行われる。